# Ball
Un ball és una ordenació de moviments (coreografia) formant un tot determinat per a ésser ballat. Exemple de ball són el vals, tango, i la sardana. Un ball també es pot fer per a fer equip abans d'una activitat, per a una celebració, com a part d'un ritual social, religiós o d'una altra mena, com a joc, etc. Alguns balls i ballets antics són els precursors de la dansa clàssica i, a través d'ella, d'altres estils de dansa.

## Als Països Catalans

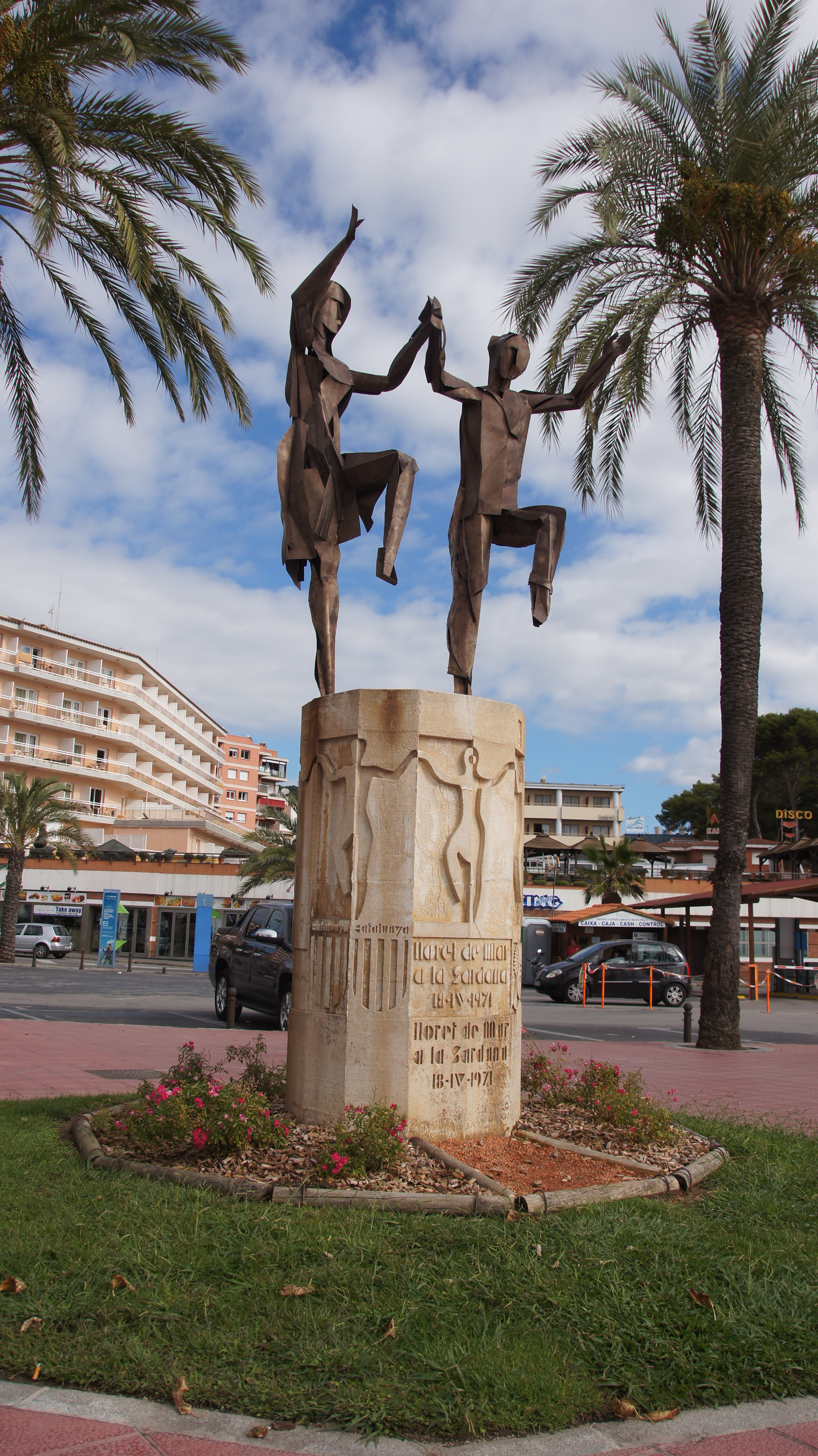
Monument a la Sardana, Lloret de Mar

A Catalunya, aquesta pràctica del llenguatge corporal basada en la gestualitat ritmada la defineix allò que podríem anomenar una «geografia de la dansa», on descobrim que les danses tradicionals segueixen camins naturals i de veïnatge que coincideixen amb els de les fires i mercats, les transhumàncies, etc. Podríem establir, doncs, unes zones força precises per a les jotes, per als balls de gitanes, o per als balls parlats, on els balls de bastons i les sardanes serien els gèneres més estesos i implantats al territori.
Els dansaires s'organitzen actualment en associacions de característiques molt transversals, tant pel que fa a l'edat dels integrants com a la condició social, i amb una activitat que ultrapassa el ball. D'aquesta manera esdevenen motors culturals i dinamitzadors de moltes poblacions. També cal fer esment d'aquells grups i persones que han maldat per impulsar, promoure i divulgar la dansa des d'una òptica absolutament lúdica, com a ball de carrer o de plaça, i que han aconseguit de convertir les seves propostes en activitats consolidades fixes en el calendari. Els bastoners, la dansa viva, els esbarts i les sardanes engloben la major part de danses populars de Catalunya.